# Selección femenina de rugby playa de Chile
La selección femenina de rugby playa de Chile es el representativo de dicho país en las competencias internacionales oficiales de rugby desarrolladas en playa.

## Plantel

### Juegos Suramericanos 2023
| Chile Playa Femenino |
| -------------------- |
| Nataly Badilla       |
| Antonieta Badilla    |
| Jelena Salopek       |
| Juaquina Herrera     |
| Catalina Villarroel  |
| Carla Jorquera       |
| María Teresa Marín   |
| Camila Igor          |
| Zilera Wyss          |
| Antonia Campbell     |

## Participación en copas

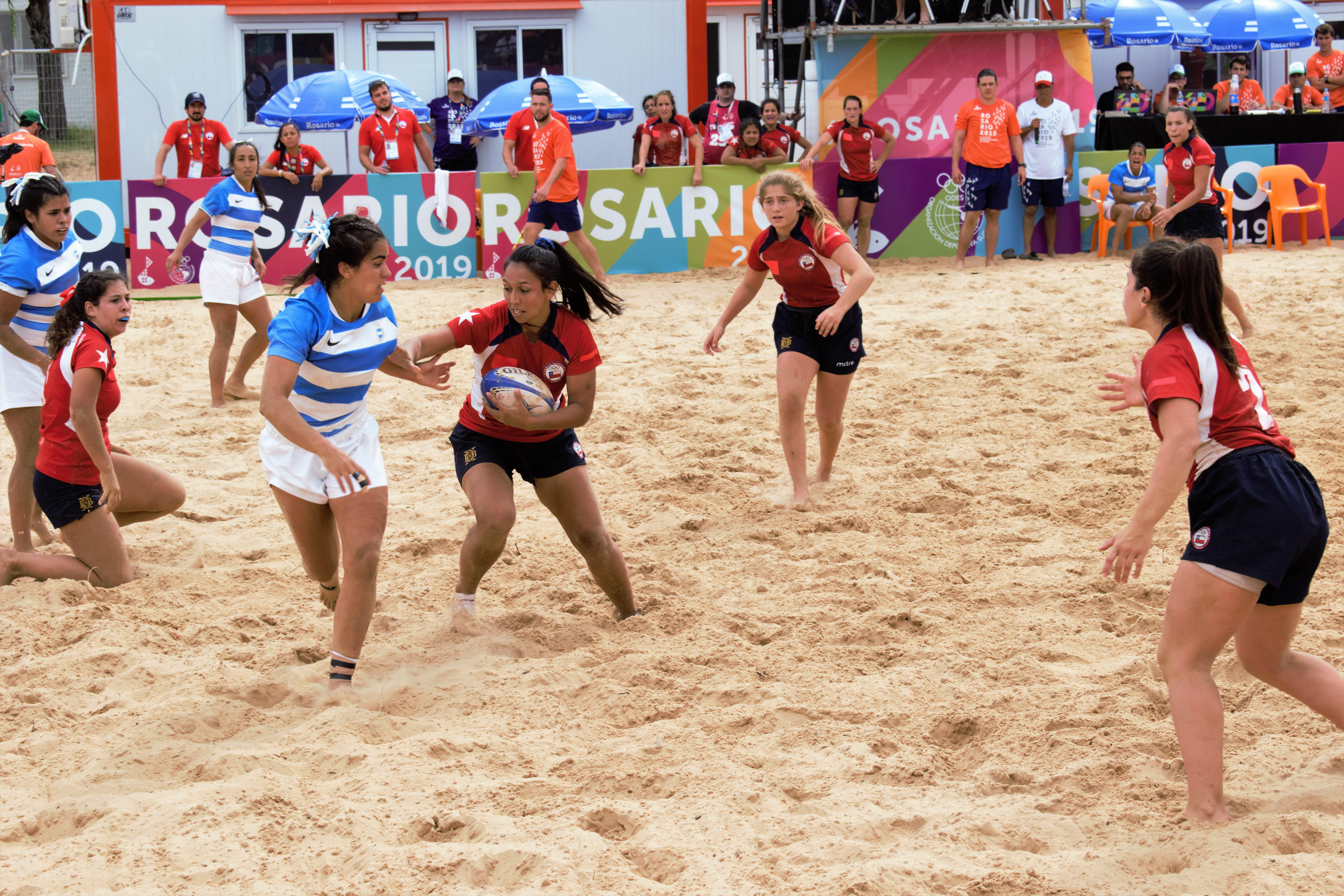
Final entre Argentina y Chile durante los Juegos Suramericanos de Playa de 2019.

### Juegos Suramericanos
- Punta del Este y Montevideo 2009: 4º puesto
- Manta 2011: No participó
- La Guaira 2014: No participó
- Rosario 2019: 2º puesto [1]
- Santa Marta 2023: 2º puesto

### Juegos Bolivarianos de Playa
- Lima 2012: 2º puesto [2]
- Huanchaco 2014: No participó
- Iquique 2016: 3º puesto

## Palmarés
- Juegos Bolivarianos de Playa: 
  -  Medalla de plata: 2012
  -  Medalla de bronce: 2016

- Juegos Suramericanos: 
  -  Medalla de plata: 2019, 2023

## Estadísticas
| Oponente  | Jugados | Ganados | Empatados | Perdidos | % de victorias |
| --------- | ------- | ------- | --------- | -------- | -------------- |
| Argentina | 6       | 1       | 2         | 4        | 16.6%          |
| Brasil    | 3       | 0       | 0         | 3        | 0.0%           |
| Colombia  | 4       | 1       | 0         | 3        | 25.0%          |
| Ecuador   | 1       | 1       | 0         | 0        | 100.0%         |
| Paraguay  | 2       | 1       | 1         | 0        | 50.0%          |
| Perú      | 2       | 2       | 0         | 0        | 100.0%         |
| Uruguay   | 6       | 3       | 1         | 2        | 50.0%          |
| Venezuela | 6       | 1       | 1         | 4        | 16.6%          |
| Total     | 30      | 10      | 4         | 16       | 33.3%          |

Último evento considerado: Juegos Suramericanos de Playa 2023.